# Jean Albiot
Jean Antoine Pierre Albiot, dit Jean Albiot, né le 1er novembre 1847 à Saint-Gaudens (Haute-Garonne) et mort le 31 janvier 1915 à Paris, est un journaliste, patron de presse, homme politique français.
Journaliste républicain sous le Second Empire, il participe à la Commune de Paris. Sous la Troisième République, il devient rédacteur en chef de journaux comme La Petite République française et rallie le mouvement boulangiste en 1889.

## Biographie

### Journaliste républicain sous le Second Empire
Né en 1847 et élevé par son père Baptiste Albiot et sa mère Dorothée Aries, Jean Albiot déménage à Paris pour suivre des études de Droit. Dans le même temps, il commence à écrire des articles dans des journaux comme Le Rappel ou Le Droit des femmes et dans des feuilles d'opposition républicaines au Second Empire. Proche de Henri Rochefort, alors en exil en Belgique, avec qui il fonde en 1869 La Marseillaise, il est chargé la même année, par le Comité démocratique de la première circonscription, d'aller le récupérer à la frontière en vue de préparer la campagne électorale. Cependant, alors qu'ils sont sur le point de prendre le train, Rochefort est arrêté par la police et Albiot doit se présenter devant le Comité sans lui. Malgré tout, il continue à faire campagne et participe aux réunions publiques avec Auguste Vermorel, Alphonse Humbert et Gustave Flourens. En 1870, il prend activement part aux évènements du 4 septembre 1870 puis, comme Eugène Mourot, rejoint la Commune de Paris.

## Publications
- Les Campagnes électorales. 1851-1869, A. Le Chevallier, Paris, 1869
- Annales du second Empire. Les campagnes électorales, 1851-1869, A. Le Chevallier, Paris, 1869 (en collaboration avec Eugène Ténot)